# Andy Greenberg
Andy Greenberg és un periodista especialitzat en tecnologia redactor de la revista mensual Wired. Anteriorment havia treballat com a redactor en plantilla per a la revista Forbes.
L'article que va escriure el juliol de 2016 sobre la vulnerabilitat descoberta pels investigadors Charlie Miller i Chris Valasek en el Jeep de Chrysler va dur a la companyia a retirar 1,4 milions de vehicles. A l'endemà de la publicació de l'article, es va presentar un projecte de llei al Senat dels Estats Units que abogava per trobar un estàndard que protegís els cotxes contra els atacs furoners.
Va publicar amb el Penguin Group el 2012 un llibre titulat This Machine Kills Secrets. També va aparèixer significativament a la pel·lícula documental Web Profund de 2015 sobre el judici de Ross Ulbricht.
Greenberg va ser nominat juntament amb Ryan Mac el 2014 al premi Gerald Loeb pel seu article a la revista Forbes "Big Brother's Brain". El mateix any, va ser nomenat com un dels guanyadors del premi Top Cybersecurity Journalist Award Winners atorgat pel SANS Institute. El seu article "Meet The Hackers Who Sell Spies The Tools To Crack Your PC (And Get Paid Six-Figure Fees)" va ser guardonat amb el premi "The Single Best Blog Post of the Year" atorgat per la Security Bloggers Network.